# Dorimachos
Dorimachos (altgriechisch Δορίμαχος Dorímachos) war ein Stratege des Aitolischen Bundes.
Gemeinsam mit Skopas siegte er 221/220 v. Chr. gegen den Messenischen Bund und plünderte 220/219 Epirus, wo er das Zeusheiligtum von Dodona in Brand steckte. Um König Philipp V. von Makedonien von der Belagerung der Stadt Pale abzulenken, griff er Thessalien an. Die Makedonen zogen jedoch an ihm vorbei nach Aitolien und besiegten es, ehe Dorimachos zu Hilfe kommen konnte. 212 versuchte Dorimachos als princeps Aitolorum (Titus Livius), ein Bündnis mit Rom gegen König Philipp zu erwirken. Ein Jahr später konnte er auch mit römischer Unterstützung die makedonische Eroberung von Echinos nicht verhindern. 205/204 wurden Dorimachos und Skopas zu Nomotheten gewählt und erhielten zur Aufgabe, die hohen Schulden Aitoliens abzubauen. Ihre Vorschläge wurden jedoch abgelehnt, und Skopas floh angesichts seines Misserfolgs nach Ägypten. Als Gesandter Aitoliens in Alexandria trug Dorimachos 198 v. Chr. zur Verurteilung des Skopas bei.